# Антал Сентмихаљи
Антал Сентмихаљи (мађ. Szentmihályi Antal; Ђер, 13. јун 1939) бивши је мађарски фудбалер. Као голман играо је за Ђер, Вашаш и Ујпешт. За фудбалску репрезентацију Мађарске одиграо је 31 утакмицу. Сентмихаљи је најпознатији по учешћу у мађарском тиму који је освојио златну медаљу на олимпијским играма 1964. године, и по игрању на ФИФА-ином светском купу 1962. и 1966, и Купу европских нација 1964. године. Пензионисао се 1977. године.